# NGC 7014
NGC 7014 este o brightest cluster galaxy⁠(d) situată în constelația Indianul. A fost descoperită în 2 octombrie 1834 de către John Herschel. Se află la o distanță de 78,7 de megaparseci de Pământ.